# Roman Anatolijovics Bezusz
Roman Anatolijovics Bezusz (ukránul: Роман Анатолійович Безус; Kremencsuk, 1990. szeptember 26. –) ukrán labdarúgó, 2019 óta a belga élvonalban szereplő KAA Gent csatára. A fővárosiakhoz az FK Vorszkla Poltava csapatától igazolt. 2012-ben Bezus lett az év újonca.

## Sikerei, díjai
- Vorszkla Poltava 
  - Ukrán Premier League: 2009–10

- Dinamo Kijiv
  - Ukrán Premier League: 2014–15
  - Ukrán kupa: 2013–14, 2014–15

- KAA Gent
  - Belga kupa: 2021–22